# گروه کو-اپرتیو
گروه کو-اپرتیو (انگلیسی: The Co-operative Group) شرکت خوشه‌ای بریتانیایی است، که در سال ۱۸۴۴ تأسیس شد.